# Wagner Spur
Der Wagner Spur ist ein Gebirgskamm aus Fels und Eis im Norden des ostantarktischen Viktorialands. Am südöstlichen Ausläufer der Wilson Hills ragt er 18 km südöstlich des Mount Gorton entlang der Nordflanke des Pryor-Gletschers auf.
Der United States Geological Survey kartierte ihn anhand eigener Vermessungen und mittels Luftaufnahmen der United States Navy aus den Jahren von 1960 bis 1963. Das Advisory Committee on Antarctic Names benannte ihn 1970 nach John E. Wagner vom Cold Regions Research and Engineering Laboratory in Hannover, New Hampshire, Glaziologe auf der McMurdo-Station zwischen 1967 und 1968.